# Lista odcinków serialu Hannah Montana

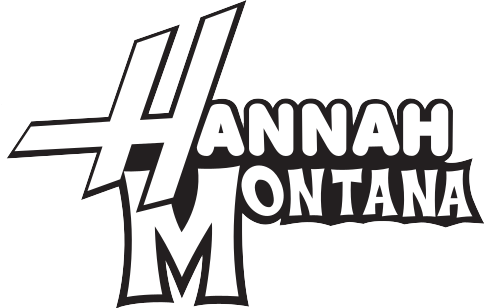
Logo Hannah Montana

Lista odcinków serialu Hannah Montana – zestawienie odcinków amerykańskiego sitcomu młodzieżowego Hannah Montana, stworzonego przez Michaela Poryesa, Richa Corrella i Barry O’Briena. Pierwotnie był on emitowany w latach 2006–2011 przez stację telewizyjną Disney Channel. Serial skupia się na nastoletniej Miley Stewart (Miley Cyrus), która prowadzi podwójne życie – jej utrzymywanym w tajemnicy przed światem alter ego jest światowej sławy piosenkarka Hannah Montana.
Serial obejmuje 98 odcinków, podzielonych na cztery sezony (w polskiej emisji serial posiada 102 odcinki). Premiera odcinka pilotażowego odbyła się 24 marca 2006 roku, zaś finałowego – 16 stycznia 2011 roku. Pierwsza emisja w Polsce odbywała się od 2 grudnia 2006 do 26 marca 2011 roku na antenie Disney Channel. Lista odcinków jest ułożona według kolejności emisji, zaś kolejność produkcji wyznaczają kody produkcji.

## Przegląd sezonów
| Sezon | Sezon | Numery i liczba odcinków | Numery i liczba odcinków | Pierwsza emisja (Disney Channel, Stany Zjednoczone) | Pierwsza emisja (Disney Channel, Stany Zjednoczone) | Pierwsza emisja (Disney Channel, Polska) | Pierwsza emisja (Disney Channel, Polska) | Pierwsza emisja (Disney Channel, Polska) |
| Sezon | Sezon | USA                      | Polska                   | Pierwszy odcinek                                    | Ostatni odcinek                                     | Pierwszy odcinek                         | Ostatni odcinek                          |                                          |
| ----- | ----- | ------------------------ | ------------------------ | --------------------------------------------------- | --------------------------------------------------- | ---------------------------------------- | ---------------------------------------- | ---------------------------------------- |
|       | 1     | 1–26 (26)                | 1–26 (26)                | 24 marca 2006                                       | 30 marca 2007                                       | 2 grudnia 2006                           | 27 kwietnia 2007                         |                                          |
|       | 2     | 27–55 (29)               | 27–56 (30)               | 23 kwietnia 2007                                    | 12 października 2008                                | 17 sierpnia 2007                         | 24 stycznia 2009                         |                                          |
|       | 3     | 56–85 (30)               | 57–87 (31)               | 2 listopada 2008                                    | 14 marca 2010                                       | 14 marca 2009                            | 18 października 2010                     |                                          |
|       | 4     | 86–98 (13)               | 88–102 (15)              | 11 lipca 2010                                       | 16 stycznia 2011                                    | 18 września 2010                         | 23 kwietnia 2011                         |                                          |

## Sezon 1 (2006–2007)
| Nr | Tytuł oryginalny                                         | Tytuł polski               | Reżyseria             | Scenariusz                                  | Data premiery (Disney Channel, Stany Zjednoczone) | Data premiery (Disney Channel, Polska) | Kod |
| --- | -------------------------------------------------------- | -------------------------- | --------------------- | ------------------------------------------- | ------------------------------------------------- | -------------------------------------- | --- |
| 1 | Lilly, Do You Want to Know a Secret?                     | To nie ja                  | Lee Shallat-Chemel    | Michael Poryes Gary Dontzig Steven Peterman | 24 marca 2006                                     | 2 grudnia 2006                         | 101 |
| 2 | Miley Get Your Gum                                       | Guma do żucia              | David Kendall         | Michael Poryes                              | 31 marca 2006                                     | 3 grudnia 2006                         | 103 |
| 3 | She’s a Supersneak                                       | Zakochany ojciec           | David Kendall         | Kim Friese                                  | 7 kwietnia 2006                                   | 4 grudnia 2006                         | 105 |
| 4 | I Can’t Make You Love Hannah if You Don’t                | Hannah Montana jest nudna? | Roger S. Christiansen | Kim Friese                                  | 14 kwietnia 2006                                  | 5 grudnia 2006                         | 108 |
| 5 | It’s My Party and I’ll Lie if I Want To                  | Przynosisz mi wstyd        | Roger S. Christiansen | Douglas Lieblein                            | 21 kwietnia 2006                                  | 6 grudnia 2006                         | 102 |
| 6 | Grandmas Don’t Let Your Babies Grow Up to Play Favorites | Ukochany wnusio            | Roger S. Christiansen | Douglas Lieblein                            | 28 kwietnia 2006                                  | 7 grudnia 2006                         | 109 |
| 7 | It’s a Mannequin’s World                                 | W świecie manekinów        | Roger S. Christiansen | Howard Meyers                               | 12 maja 2006                                      | 8 grudnia 2006                         | 110 |
| 8 | Mascot Love                                              | Maskotka                   | Roger S. Christiansen | Sally Lapiduss                              | 26 maja 2006                                      | 9 grudnia 2006                         | 111 |
| 9 | Ooo, Ooo, Itchy Woman                                    | Ale swędzi                 | David Kendall         | Gary Dontzig Steven Peterman                | 10 czerwca 2006                                   | 10 grudnia 2006                        | 104 |
| 10 | O Say, Can You Remember the Words?                       | Czy pamiętasz słowa?       | Lee Shallat-Chemel    | Sally Lapiduss                              | 30 czerwca 2006                                   | 11 grudnia 2006                        | 113 |
| 11 | Oops! I Meddled Again!                                   | Znowu namieszałam          | Chip Hurd             | Lisa Albert                                 | 15 lipca 2006                                     | 12 grudnia 2006                        | 107 |
| 12 | On the Road Again?                                       | Znowu w trasie?            | Roger S. Christiansen | Steven James Meyer                          | 28 lipca 2006                                     | 13 grudnia 2006                        | 112 |
| Odcinek jest trzecią częścią trzyodcinkowego crossoveru Nie ma to jak świat Hanny Montany, pomiędzy serialami Świat Raven (część 1: sezon 4, odcinek 11) oraz Nie ma to jak hotel (część 2: sezon 1, odcinek 20). |                                                          |                            |                       |                                             |                                                   |                                        |     |
| 13 | You’re So Vain, You Probably Think This Zit is About You | Okulary to pryszcz         | Chip Hurd             | Todd J. Greenwald                           | 12 sierpnia 2006                                  | 14 grudnia 2006                        | 106 |
| 14 | New Kid in School                                        | Nowy w klasie              | Kenneth Shapiro       | Todd J. Greenwald                           | 18 sierpnia 2006                                  | 15 grudnia 2006                        | 114 |
| 15 | More Than a Zombie to Me                                 | Ktoś więcej niż zombie     | Roger S. Christiansen | Steven Peterman                             | 8 września 2006                                   | 16 grudnia 2006                        | 116 |
| 16 | Good Golly, Miss Dolly                                   | Wizyta ciotki Dolly        | Roger S. Christiansen | Sally Lapiduss                              | 29 września 2006                                  | 17 grudnia 2006                        | 118 |
| 17 | Torn Between Two Hannahs                                 | Kuzynka na Halloween       | Roger S. Christiansen | Todd J. Greenwald                           | 14 października 2006                              | 18 grudnia 2006                        | 126 |
| 18 | People Who Use People                                    | Wykorzystani               | Shannon Flynn         | Michael Poryes                              | 3 listopada 2006                                  | 19 grudnia 2006                        | 119 |
| 19 | Money for Nothing, Guilt for Free                        | Wielka zbiórka             | Roger S. Christiansen | Heather Wordham                             | 26 listopada 2006                                 | 5 stycznia 2007                        | 115 |
| 20 | Debt It Be                                               | Kredyt do spłacenia        | Roger S. Christiansen | Heather Wordham Sally Lapiduss              | 1 grudnia 2006                                    | 12 stycznia 2007                       | 120 |
| 21 | My Boyfriend’s Jackson and There’s Gonna Be Trouble      | To nie mój chłopak         | Roger S. Christiansen | Andrew Green Sally Lapiduss                 | 1 stycznia 2007                                   | 19 stycznia 2007                       | 124 |
| 22 | We Are Family, Now Get Me Some Water!                    | Mój brat – asystent        | Roger S. Christiansen | Jay J. Demopoulos Andrew Green              | 7 stycznia 2007                                   | 26 stycznia 2007                       | 122 |
| 23 | Schooly Bully                                            | Tyrania                    | Roger S. Christiansen | Douglas Lieblein Heather Wordham            | 19 stycznia 2007                                  | 2 lutego 2007                          | 125 |
| 24 | The Idol Side of Me                                      | Występ z gwiazdą           | Fred Savage           | Douglas Lieblein                            | 9 lutego 2007                                     | luty 2007                              | 117 |
| 25 | Smells Like Teen Sellout                                 | Co za zapaszek!            | Sheldon Epps          | Heather Wordham                             | 2 marca 2007                                      | 20 kwietnia 2007                       | 123 |
| 26 | Bad Moose Rising                                         | Ja chcę łosia!             | Roger S. Christiansen | Douglas Lieblein Steven James Meyer         | 30 marca 2007                                     | 27 kwietnia 2007                       | 121 |

## Sezon 2 (2007–2008)
| Nr | Nr | Tytuł oryginalny                             | Tytuł polski                           | Reżyseria             | Scenariusz                           | Data premiery (Disney Channel, Stany Zjednoczone) | Data premiery (Disney Channel, Polska) | Kod |
| -- | -- | -------------------------------------------- | -------------------------------------- | --------------------- | ------------------------------------ | ------------------------------------------------- | -------------------------------------- | --- |
| 27 | 1  | Me and Rico Down by the Schoolyard           | Zdjęcie w telefonie                    | Roger S. Christiansen | Heather Wordham                      | 23 kwietnia 2007                                  | 17 sierpnia 2007                       | 203 |
| 28 | 2  | Cuffs Will Keep Us Together                  | Rozkuj nas!                            | Roger S. Christiansen | Steven Peterman                      | 24 kwietnia 2007                                  | 24 sierpnia 2007                       | 201 |
| 29 | 3  | You Are So Sue-able to Me                    | Sąd dla wystawionych nastolatek        | Roger S. Christiansen | Sally Lapiduss                       | 25 kwietnia 2007                                  | 31 sierpnia 2007                       | 202 |
| 30 | 4  | Get Down, Study-udy-udy                      | Tańcząc się uczę                       | Roger S. Christiansen | Andrew Green                         | 26 kwietnia 2007                                  | 7 września 2007                        | 204 |
| 31 | 5  | I Am Hannah, Hear Me Croak                   | Jestem Hannah, słuchajcie jak skrzeczę | Roger S. Christiansen | Michael Poryes                       | 27 kwietnia 2007                                  | 14 września 2007                       | 206 |
| 32 | 6  | You Gotta Not Fight for Your Right to Party  | Rodzinna kłótnia                       | Jody Margolin Hahn    | Steven James Meyer                   | 4 maja 2007                                       | 21 września 2007                       | 207 |
| 33 | 7  | My Best Friend’s Boyfriend                   | Chłopaki, gorzej być nie może          | Roger S. Christiansen | Jay J. Demopoulos                    | 18 maja 2007                                      | 28 września 2007                       | 209 |
| 34 | 8  | Take This Job and Love It                    | Wróć do mnie                           | Roger S. Christiansen | Sally Lapiduss                       | 16 czerwca 2007                                   | 5 października 2007                    | 210 |
| 35 | 9  | Achy Jakey Heart (Part 1)                    | Powrót Jake’a (część 1)                | Rich Correll          | Douglas Lieblein                     | 24 czerwca 2007                                   | 12 października 2007                   | 211 |
| 36 | 10 | Achy Jakey Heart (Part 2)                    | Powrót Jake’a (część 2)                | Roger S. Christiansen | Andrew Green                         | 24 czerwca 2007                                   | 19 października 2007                   | 212 |
| 37 | 11 | Sleepwalk This Way                           | Piosenka warta lunatyka                | Roger S. Christiansen | Heather Wordham                      | 7 lipca 2007                                      | 26 października 2007                   | 213 |
| 38 | 12 | When You Wish You Were the Star              | Spadająca gwiazda i jestem gwiazdą     | Roger S. Christiansen | Douglas Lieblein                     | 14 lipca 2007                                     | 2 listopada 2007                       | 205 |
| 39 | 13 | I Want You to Want Me… to Go to Florida      | Nieudany kurs na Florydę               | Roger S. Christiansen | Michael Poryes                       | 21 lipca 2007                                     | 9 listopada 2007                       | 208 |
| 40 | 14 | Everybody Was Best-Friend Fighting           | Najlepszy – najgorszy przyjaciel       | Jody Margolin Hahn    | Sally Lapiduss                       | 29 lipca 2007                                     | 16 listopada 2007                      | 215 |
| 41 | 15 | Song Sung Bad                                | Nie śpiewaj                            | Roger S. Christiansen | Ingrid Escajeda                      | 4 sierpnia 2007                                   | 23 listopada 2007                      | 214 |
| 42 | 16 | Me and Mr. Jonas and Mr. Jonas and Mr. Jonas | Ja i bracia Jonas                      | Mark Cendrowski       | Douglas Lieblein                     | 17 sierpnia 2007                                  | 14 grudnia 2007                        | 217 |
| 43 | 17 | Don’t Stop ’Til You Get the Phone            | Daj mi tę komórkę                      | Rich Correll          | Michael Poryes                       | 21 września 2007                                  | 10 marca 2010                          | 222 |
| 44 | 18 | That’s What Friends Are For?                 | Kocham mojego przyjaciela              | Mark Cendrowski       | Douglas Lieblein                     | 19 października 2007                              | 7 grudnia 2007                         | 224 |
| 45 | 19 | Lilly’s Mom Has Got It Goin’ On              | Teraz już i nasi rodzice               | Jody Margolin Hahn    | Norm Gunzenhauser                    | 10 listopada 2007                                 | 14 grudnia 2007                        | 216 |
| 46 | 20 | I Will Always Loathe You                     | Nigdy wam nie wybaczę                  | Roger S. Christiansen | Michael Poryes                       | 7 grudnia 2007                                    | 21 grudnia 2007                        | 218 |
| 47 | 21 | Bye Bye Ball                                 | Pa, pa, piłko                          | Sean Lambert          | Heather Wordham                      | 13 stycznia 2008                                  | 5 września 2008                        | 220 |
| 48 | 22 | (We’re So Sorry) Uncle Earl                  | (Bardzo przepraszamy), wujku Eryku     | Rich Correll          | Robin J. Stein                       | 21 marca 2008                                     | 18 kwietnia 2008                       | 226 |
| 49 | 23 | The Way We Almost Weren’t                    | Sekunda przeszłości                    | Rich Correll          | Andrew Green                         | 4 maja 2008                                       | 8 września 2008                        | 219 |
| 50 | 24 | You Didn’t Say It Was Your Birthday          | Zapominalscy                           | Rich Correll          | Heather Wordham                      | 6 lipca 2008                                      | 9 września 2008                        | 225 |
| 51 | 25 | Hannah in the Streets with Diamonds          | Zły wybór w diamentach                 | Roger S. Christiansen | Jay J. Demopoulos Steven James Meyer | 20 lipca 2008                                     | 11 września 2008                       | 228 |
| 52 | 26 | Yet Another Side of Me                       | Ja, Anty Miley                         | Shannon Flynn         | Andrew Green Sally Lapiduss          | 3 sierpnia 2008                                   | 12 września 2008                       | 229 |
| 53 | 27 | The Test of My Love                          | Przetestuj moją miłość                 | Rich Correll          | Jay J. Demopoulos                    | 31 sierpnia 2008                                  | 24 stycznia 2009                       | 221 |
| 54 | 28 | Joannie B. Goode                             | Dziewczyna nas wszystkich              | Rondell Sheridan      | Andrew Green                         | 14 września 2008                                  | 10 września 2008                       | 227 |
| 55 | 29 | We’re All on This Date Together              | Niesamowita randka                     | Roger S. Christiansen | Steven Peterman                      | 12 października 2008                              | 24 stycznia 2009                       | 230 |
| 56 | 30 | No Sugar, Sugar                              | Nie ma cukru, cukru                    | Art Manke             | Sally Lapiduss                       | —                                                 | 24 września 2011                       | 223 |

## Sezon 3 (2008–2010)
| Nr | Nr | Tytuł oryginalny                          | Tytuł polski                            | Reżyseria             | Scenariusz                             | Data premiery (Disney Channel, Stany Zjednoczone) | Data premiery (Disney Channel, Polska) | Kod     |
| --- | -- | ----------------------------------------- | --------------------------------------- | --------------------- | -------------------------------------- | ------------------------------------------------- | -------------------------------------- | ------- |
| 57 | 1  | He Ain’t a Hottie, He’s My Brother        | On nie jest słodki, to mój brat         | Rich Correll          | Steven James Meyer                     | 2 listopada 2008                                  | 14 marca 2009                          | 302     |
| 58 | 2  | Ready, Set, Don’t Drive                   | Do startu, gotowa, nie jedź             | Rich Correll          | Jay J. Demopoulos                      | 9 listopada 2008                                  | 21 marca 2009                          | 301     |
| 59 | 3  | Don’t Go Breaking My Tooth                | Nie wyrywaj mojego zęba!                | Rich Correll          | Michael Poryes                         | 16 listopada 2008                                 | 28 marca 2009                          | 303     |
| 60 | 4  | You Never Give Me My Money                | Nigdy nie dajesz mi moich pieniędzy!    | Roger S. Christiansen | Andrew Green                           | 23 listopada 2008                                 | 6 kwietnia 2009                        | 305     |
| 61 | 5  | Killing Me Softly with His Height         | Zabijał mnie delikatnie swoim wzrostem  | Rich Correll          | Steven Peterman                        | 14 grudnia 2008                                   | 18 kwietnia 2009                       | 306     |
| 62 | 6  | Would I Lie to You, Lilly?                | Czy mogłabym cię okłamać, Lilly?        | Shelley Jensen        | Michael Poryes                         | 11 stycznia 2009                                  | 2 maja 2009                            | 308     |
| 63 | 7  | You Gotta Lose That Job                   | Musisz stracić tę pracę                 | Steve Zuckerman       | Heather Wordham                        | 16 lutego 2009                                    | 25 kwietnia 2009                       | 307     |
| 64 | 8  | Welcome to the Bungle                     | Marchewki a książki                     | Shelley Jensen        | Steven Peterman                        | 1 marca 2009                                      | 9 maja 2009                            | 309     |
| 65 | 9  | Papa’s Got a Brand New Friend             | Najlepszy kumpel taty                   | Shelley Jensen        | Maria Brown-Gallenberg                 | 8 marca 2009                                      | 12 września 2009                       | 310     |
| 66 | 10 | Cheat It                                  | Kto kłamstwem wojuje…                   | Shannon Flynn         | Jay J. Demopoulos Steven James Meyer   | 15 marca 2009                                     | 20 czerwca 2009                        | 311     |
| 67 | 11 | Knock Knock Knockin’ on Jackson’s Head    | Bracie, wróć!                           | Rich Correll          | Andrew Green                           | 22 marca 2009                                     | 20 czerwca 2009                        | 312     |
| 68 | 12 | You Give Lunch a Bad Name                 | Babciny obiadek                         | Rich Correll          | Heather Wordham                        | 29 marca 2009                                     | 26 września 2009                       | 314     |
| 69 | 13 | What I Don’t Like About You               | Gdzie dwoje się kłóci, tam trzeci traci | Rich Correll          | Douglas Lieblein                       | 19 kwietnia 2009                                  | 14 listopada 2009                      | 315     |
| 70 | 14 | Promma Mia                                | Weź mnie na bal                         | Rich Correll          | Heather Wordham                        | 3 maja 2009                                       | 10 kwietnia 2010                       | 320     |
| 71 | 15 | Once, Twice, Three Times Afraidy          | Do trzech razy sztuczka                 | Shannon Flynn         | Jay J. Demopoulos Steven James Meyer   | 17 maja 2009                                      | 25 grudnia 2009                        | 317     |
| 72 | 16 | Jake… Another Little Piece of My Heart    | Mój chłopak się nie ożeni!              | Roger S. Christiansen | Douglas Lieblein                       | 7 czerwca 2009                                    | 5 września 2010                        | 304     |
| 73 | 17 | Miley Hurt the Feelings of the Radio Star | Narodziny radiowej gwiazdy              | Rich Correll          | Maria Brown-Gallenberg                 | 14 czerwca 2009                                   | 25 grudnia 2009                        | 313     |
| 74 | 18 | He Could Be the One                       | Czy to ten jedyny? (Część 1-2)          | Rich Correll          | Maria Brown-Gallenberg Heather Wordham | 5 lipca 2009                                      | 3 kwietnia 2010                        | 326 327 |
| 75 | 19 | Super(stitious) Girl                      | Jak pech, to na Hawajach                | Rich Correll          | Michael Poryes Steven Peterman         | 17 lipca 2009                                     | 24 grudnia 2009                        | 316     |
| Odcinek jest trzecią częścią trzyodcinkowego crossoveru Nie ma to jak statek z Czarodziejami i Hanną Montaną, pomiędzy serialami Czarodzieje z Waverly Place (część 1: sezon 2, odcinek 25) oraz Suite Life: Nie ma to jak statek (część 2: sezon 1, odcinek 21). |    |                                           |                                         |                       |                                        |                                                   |                                        |         |
| 76 | 20 | I Honestly Love You (No, Not You)         | Kocha, nie kocha?                       | Shannon Flynn         | Andrew Green                           | 26 lipca 2009                                     | 13 marca 2010                          | 318     |
| 77 | 21 | For (Give) a Little Bit                   | Przebacz mi, Jacksonie                  | Rich Correll          | Maria Brown-Gallenberg                 | 9 sierpnia 2009                                   | 13 marca 2010                          | 319     |
| 78 | 22 | B-B-B-Bad to the Chrome                   | Samochód też człowiek                   | Shannon Flynn         | Jay J. Demopoulos Steven James Meyer   | 23 sierpnia 2009                                  | 24 kwietnia 2010                       | 322     |
| 79 | 23 | Uptight (Oliver’s Alright)                | Spięty (Oliver jest w porządku)         | Art Manke             | Sally Lapiduss                         | 20 września 2009                                  | 18 października 2010                   | 223     |
| 80 | 24 | Judge Me Tender                           | Narodziny gwiazdora                     | Bob Koherr            | Andrew Green                           | 18 października 2009                              | 5 czerwca 2010                         | 323     |
| 81 | 25 | Can’t Get Home to You Girl                | Odlotowa podróż do domu                 | Bob Koherr            | Tom Seeley                             | 8 listopada 2009                                  | 5 czerwca 2010                         | 324     |
| 82 | 26 | Come Fail Away                            | Tak bym chciała kaczką być              | Rich Correll          | Douglas Lieblein                       | 6 grudnia 2009                                    | 10 lipca 2010                          | 325     |
| 83 | 27 | Got to Get Her Out of My House            | Co za czysto, to niezdrowo              | Rich Correll          | Douglas Lieblein                       | 10 stycznia 2010                                  | 17 kwietnia 2010                       | 321     |
| 84 | 28 | The Wheel Near My Bed (Keeps on Turnin’)  | Jak to w rodzinie                       | Bob Koherr            | Jay J. Demopoulos Steven James Meyer   | 21 lutego 2010                                    | 17 lipca 2010                          | 328     |
| 85 | 29 | Miley Says Goodbye? (Part 1)              | Miley się żegna (część 1)               | Rich Correll          | Michael Poryes Steven Peterman         | 7 marca 2010                                      | 24 lipca 2010                          | 329     |
| 86 | 30 | Miley Says Goodbye? (Part 2)              | Miley się żegna (część 2)               | Rich Correll          | Michael Poryes Steven Peterman         | 14 marca 2010                                     | 24 lipca 2010                          | 330     |

## Sezon 4:Hannah Montana Forever(2010–2011)
| Nr | Nr | Tytuł oryginalny                                   | Tytuł polski                    | Reżyseria                                    | Scenariusz                          | Data premiery (Disney Channel, Stany Zjednoczone) | Data premiery (Disney Channel, Polska) | Kod     |
| -- | -- | -------------------------------------------------- | ------------------------------- | -------------------------------------------- | ----------------------------------- | ------------------------------------------------- | -------------------------------------- | ------- |
| 87 | 1  | Sweet Home Hannah Montana                          | Nie ma to jak w domu            | Bob Koherr                                   | Michael Poryes Steven Peterman      | 11 lipca 2010                                     | 18 września 2010                       | 402     |
| 88 | 2  | Hannah Montana to the Principal’s Office           | Gwiazda w szkole                | Bob Koherr                                   | Steven James Meyer                  | 18 lipca 2010                                     | 18 września 2010                       | 401     |
| 89 | 3  | California Screamin’                               | Czy miłość wszystko wybaczy?    | Bob Koherr                                   | Jay J. Demopoulos                   | 25 lipca 2010                                     | 25 września 2010                       | 403     |
| 90 | 4  | De-Do-Do-Do, Da-Don’t-Don’t, Don’t, Tell My Secret | Potrafisz dochować tajemnicy?   | Adam Weissman                                | Andrew Green                        | 1 sierpnia 2010                                   | 2 października 2010                    | 404     |
| 91 | 5  | It’s the End of the Jake as We Know It             | Koniec z Jakiem i ty to wiesz   | Shannon Flynn                                | Maria Brown-Gallenberg              | 8 sierpnia 2010                                   | 9 października 2010                    | 405     |
| 92 | 6  | Been Here All Along                                | Zawsze jestem z tobą            | Adam Weissman                                | Douglas Lieblein                    | 22 sierpnia 2010                                  | 24 lutego 2011                         | 407     |
| 93 | 7  | Love That Lets Go                                  | Miłość, która odpuszcza         | Adam Weissman                                | Heather Wordham                     | 12 września 2010                                  | 16 października 2011                   | 406     |
| 94 | 8  | Hannah’s Gonna Get This                            | Hannie się udaje                | Bob Koherr                                   | Steven James Meyer                  | 3 października 2010                               | 23 października 2011                   | 408     |
| 95 | 9  | I’ll Always Remember You                           | Wyznanie Hanny (Część 1-2)      | Bob Koherr (część 1) Shannon Flynn (część 2) | Andrew Green Maria Brown-Gallenberg | 7 listopada 2010                                  | 7 listopada 2010                       | 409 410 |
| 96 | 10 | Can You See the Real Me?                           | Oto prawdziwa ja                | John D’Incecco                               | Douglas Lieblein                    | 5 grudnia 2010                                    | 29 stycznia 2011                       | 411     |
| 97 | 11 | Kiss It All Goodbye                                | Pożegnaj się z tym              | Shannon Flynn                                | Jay J. Demopoulos                   | 19 grudnia 2010                                   | 26 lutego 2011                         | 412     |
| 98 | 12 | I Am Mamaw, Hear Me Roar!                          | Nie drażnić babci!              | Bob Koherr                                   | Heather Wordham                     | 9 stycznia 2011                                   | 26 marca 2011                          | 413     |
| 99 | 13 | Wherever I Go                                      | Gdziekolwiek jesteś (Część 1-2) | Bob Koherr                                   | Michael Poryes Steven Peterman      | 16 stycznia 2011                                  | 23 kwietnia 2011                       | 414 415 |